# Adenogramma
Adenogramma é um género botânico pertencente à família Molluginaceae.

## Espécies
| - Adenogramma asparagoides - Adenogramma capillaris - Adenogramma congesta - Adenogramma diffusa - Adenogramma dregeana - Adenogramma galioides - Adenogramma glomerata - Adenogramma lampocarpa | - Adenogramma lichtensteiniana - Adenogramma littoralis - Adenogramma mollugo - Adenogramma oppositifolia - Adenogramma physocalyx - Adenogramma rigida - Adenogramma sylvatica - Adenogramma teretifolia |

- Lista completa